# Зинаков, Анатолий Михайлович
Анатолий Михайлович Зинаков (27 января 1936 — 5 января 2018) — российский военный конструктор, разработчик вооружений.

## Биография
Родился 27 января 1936 года в Новомосковске Тульской области.
Окончил Ленинградский институт авиационного приборостроения (ныне - ГУАП) по специальности «Радиоэлектронные устройства» (1962).
С 1962 по 1999 г. работал в ОКБ завода № 668 (Тульский завод электромоторов, завод «Арсенал», с 1979 г. — НИИ «Стрела»): инженер-исследователь, ведущий инженер-исследователь, начальник лаборатории, начальник отдела.
Автор 6 изобретений по повышению помехозащищенности радиолиний и систем управления ТКР, противотанковых управляемых ракет (ПТУР).
Зам. главного конструктора изделий 9С477, 9С485, 9Б511, 9Б511М и других (1968—1981).
Добился унификации разрабатываемых изделий по элементам до 95 %, по блокам и системам — до 75 %, что снизило в 1,5-2 раза трудоемкость разработки и производства. Участвовал в создании простых, удобных в эксплуатации элементов и устройств контрольно-проверочной аппаратуры.
Умер 5 января 2018 года.

## Награды и премии
- Государственная премия СССР (1981) — за разработку и внедрение в серийное производство комплекса управления танковым и противотанковым вооружением «Штурм-С».
- Орден «Знак Почёта» (1977).
- Медали.